# Unfinished Sympathy
Singles de Massive Attack avec Shara Nelson
Daydreaming
(1990) Safe from Harm
(1991)
Unfinished Sympathy est une chanson écrite par le groupe de trip hop Massive Attack et publiée sur l'album Blue Lines en 1991. Elle est interprétée par Shara Nelson. Le single est un succès et contribue à la renommée du groupe, se classant notamment à la 13e place au Royaume-Uni et atteignant la 1e position aux Pays-Bas. Le titre est enregistré à Coach House, Bristol, et Abbey Road Studios à Londres.
Il est repris dans une scène du film Sliver avec notamment Sharon Stone.

## Pistes
| No | Titre                                       | Durée |
| -- | ------------------------------------------- | ----- |
| 1. | Unfinished Sympathy                         | 5:14  |
| 2. | Unfinished Sympathy (Nellee Hooper 7" Mix)  | 4:33  |
| 3. | Unfinished Sympathy (Nellee Hooper 12" Mix) | 5:49  |
| 4. | Unfinished Sympathy (Perfecto Mix)          | 5:17  |
| 5. | Unfinished Sympathy (Instrumental)          | 4:08  |

## Clip vidéo
Le clip de Unfinished Sympathy est réalisé par Baillie Walsh et tourné en janvier 1991 sur Pico Boulevard à Los Angeles. On y voit Shara Nelson marchant sur un trottoir, indifférente à cet environnement immédiat fait de laissés-pour-compte, membres de gang, etc. Le clip est un long plan-séquence.
On peut y voir en arrière-plan à différents moments les trois membres du groupe qui suivent la chanteuse.